# Ingo Boss
Ingo Boss (* 1979 in Frankfurt am Main) ist ein deutscher DJ und Techno-Produzent.
Ingo Boss begann das Auflegen Ende der 1990er Jahre, gleichzeitig war er im Plattenladen Delirium angestellt. 2002 bis 2004 war er Resident-DJ des Frankfurter Clubs U60311. Nach Schließung des Clubs wechselte er zum Cocoon Club. Seit 2007 arbeitet er als A&R bei Cocoon Music Event GmbH. 2010 erschien sein Debütalbum 3.652 Tage.
Größere Auftritte hatte Ingo Boss bei der Nature One und dem Ruhr in Love sowie bei zahlreichen internationalen Auftritten.

## Diskografie (Auswahl)

### Alben
- 2010: 3.652 Tage

### Singles
- 2000: Restore Hope (mit WJ Henze)
- 2000: Modes
- 2003: Transistor